# Pac-Man Party
Pac-Man Party è un videogioco party della Namco Bandai Games per Wii, Windows Mobile e Nintendo 3DS (su 3DS, il videogioco è stato intitolato Pac-Man Party 3D). Il videogioco è stato reso disponibile anche per Windows Mobile 7 in una versione "ridotta", con meno livelli e grafica in 2D. Si tratta del secondo videogioco party di Pac-Man ad essere prodotto per una console Nintendo: il primo è stato Pac-Man Fever pubblicato per Nintendo GameCube. Per Wii, è stato pubblicato in America Settentrionale il 16 novembre 2010, in Europa il 26 novembre 2010 ed in Giappone il 16 dicembre 2010. Per Nintendo 3DS, è stato pubblicato in America Settentrionale l'8 novembre 2011, in Europa il 10 febbraio 2012 ed in Giappone il 22 marzo 2012.